# Tapinoma pomone
Tapinoma pomone este o specie de furnică din genul Tapinoma.  Descrisă de  Donisthorpe în 1947, specia este endemică pentru Mauritius.